# Midas
För andra betydelser, se Midas (olika betydelser).

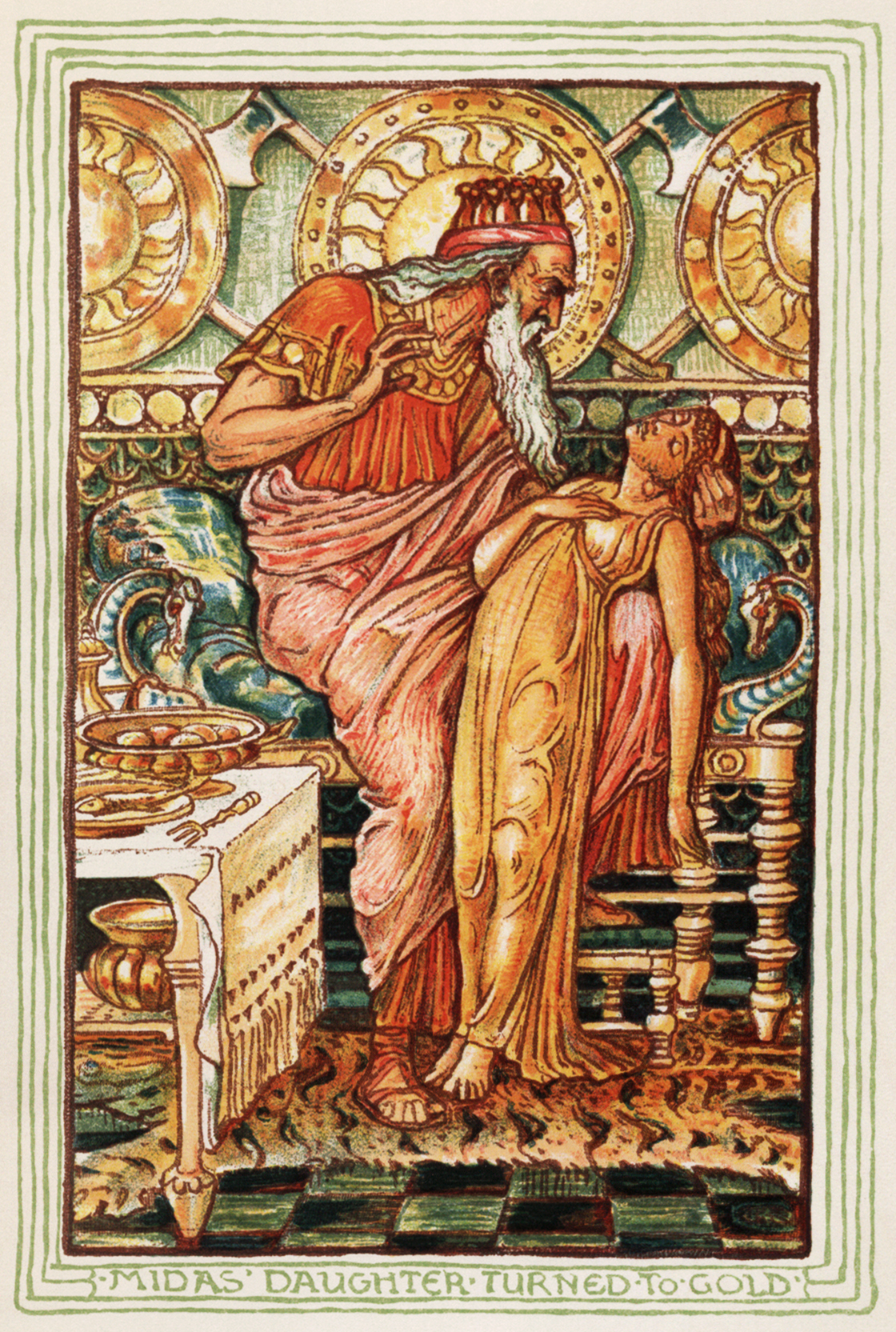
Kung Midas och hans dotter, från A Wonder Book for Boys and Girls av Nathaniel Hawthorne. Illustration av Walter Crane.

Midas var i grekisk mytologi kung i Frygien. Det är även namnet på en historisk kung som härskade över Frygien under 700-talet f.Kr.

## Midas i mytologin
Midas blev av vinguden Dionysos (i en annan version Silenus) erbjuden att få en fri önskan uppfylld efter att ha hjälpt honom. Midas önskade sig då att allt han vidrörde skulle förvandlas till guld. När även hans föda förvandlades till guld blev han tvungen att be guden att ta tillbaka sin gåva. Önskan som blivit till en förbannelse tvättade Midas av sig i floden Pactolus, vilken därefter förde med sig guldsand till staden Sardis.
Midas fällde också en förhastad dom i ett tvistemål mellan gudarna Pan och Apollon. De var oense om vem som spelade vackrast musik. Kungen valde Pan och Apollon gav honom då åsneöron. Han dolde dem under sin huva så mycket han kunde men var tvungen att visa dem för sin frisör. Frisören kunde inte hålla hemligheten, så han viskade den i ett hål i marken han sedan grävde igen. Men vass växte upp ur det igengrävda hålet. Och när vinden blåste genom vassen viskade den:
"Kung Midas har åsneöron! Kung Midas har åsneöron!".

## Den historiska Midas
En historisk kung Midas av Frygien stod i förbindelse med Assyrien under 700-talet f.Kr. I assyriska texter kallas han för Mita och var allierad med kung Sargon II av Assyrien. 
Midas rike överfölls slutligen av kimmererna och för att undkomma fångenskap valde Midas enligt legenden att dricka tjurblod och därmed begå självmord.
I Frygiens forna huvudstad Gordion finns en stor gravhög som populärt kallas "Midas hög". Arkeologiska undersökningar av högen visade att en frygisk kung faktiskt låg begravd inuti högen. Däremot kan det inte ha varit kung Midas själv, eftersom dateringen av graven inte stämmer överens med tiden för Midas död utan är något äldre. Det var istället kung Gordion, Midas far som döptes efter staden Gordion.

## Fotnoter
1. 1 2  Encyclopedia of Ancient Deities.[källa från Wikidata]